# ستانلي ليونارد
ستانلي ليونارد (بالإنجليزية: Stanley Leonard)‏ هو ملحن ومدرس أمريكي، ولد في 26 سبتمبر 1931 في فيلادلفيا في الولايات المتحدة.